# Slätteryds byskola

Slätteryds byskola i Södra Unnaryds socken i Hylte kommun är ett byggnadsminne sedan 2007. 
Skolan uppfördes 1913 i Slätteryd i Södra Unnaryds socken som ett av sex likadana skolhus i socknen. Byggnaderna uppfördes efter samma ritningar och bestod av en skolsal samt kapprum och en särskild ingång för barnen. Lärarinnans bostad bestod av vardagsrum och kök, tambur och kökskvist samt ett rum på andra våningen. Skolan i Slätteryd lades ner 1954 när Centralskolan i Unnaryd togs i bruk. Bostadsdelen hyrdes då ut, men skolsalen står orörd precis som när eleverna slutade. Kvar finns traditionell skolinredning med dubbla bänkar i tre rader, orgel, planscher och ett älghuvud på väggen. Hylte kommun överlämnade 1992 skolan till Unnaryd-Jälluntofta Hembygdsförening.